# Illinois State University

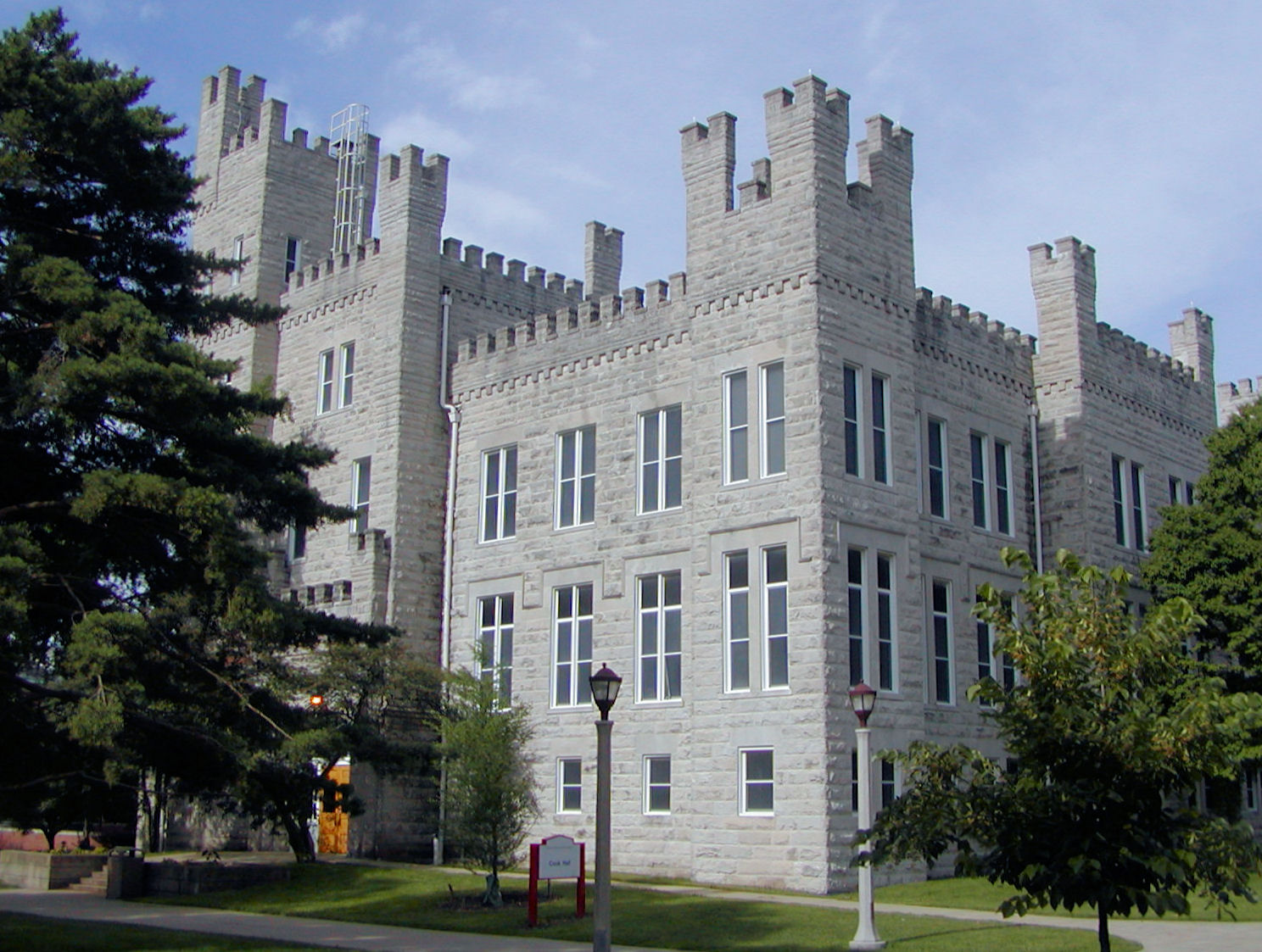
Cook Hall

Die Illinois State University (auch ISU genannt) ist eine staatliche Universität in Normal im US-Bundesstaat Illinois. Die Hochschule wurde 1857 gegründet. Eingeschrieben sind rund 20.000 Studenten. Zu der Illinois State University gehört das mit 91 m höchste Studentenwohnheim der Welt (Watterson Towers).
Das Universitäts-Lied „Glory Hast Thou“ ist auf die Melodie des Deutschlandlieds geschrieben. 

## Sport
Die Sportteams der ISU sind die Redbirds. Sie ist Mitglied in der Missouri Valley Conference, das Footballteam ist Mitglied in der Gateway Football Conference. 

## Persönlichkeiten
Professoren
- Walter S. G. Kohn (1923–1998), Politikwissenschaftler
- Valentine Moghadam (* 1952), Soziologin
- David Foster Wallace (1962–2008), Schriftsteller

Absolventen
- Carlos Bernard (* 1962), Schauspieler
- Jim Boelsen (* 1951), Schauspieler
- Suzy Bogguss (* 1956), Musikerin
- Gary Cole (* 1956), Schauspieler
- Terry Kinney (* 1954), Schauspieler
- John Malkovich (* 1953), Schauspieler
- Laurie Metcalf (* 1955), Schauspielerin
- Tim Russ (* 1956), Schauspieler